# Saint-Étienne-sur-Usson
Saint-Étienne-sur-Usson ist eine französische Gemeinde mit 256 Einwohnern (Stand 1. Januar 2022) im Département Puy-de-Dôme in der Region Auvergne-Rhône-Alpes. Sie liegt im Regionalen Naturpark Livradois-Forez.
Das Dorf wurde durch den Film Sein und Haben (2002) von Nicholas Philibert bekannt, in dem der Alltag in der Dorfschule dokumentiert wird, die die Kinder des 200-Seelen-Dorfes besuchen.